# Pleopodias vigilans
Pleopodias vigilans är en kräftdjursart som beskrevs av Richardson1911. Pleopodias vigilans ingår i släktet Pleopodias och familjen Cymothoidae. Inga underarter finns listade i Catalogue of Life.